# Burschenschaft Germania Erlangen
Die Burschenschaft Germania Erlangen ist eine pflichtschlagende, farbentragende Studentenverbindung in Erlangen. Die Mitglieder der Burschenschaft werden Erlanger Germanen genannt.

## Couleur und Wahlspruch
Die Germania trägt die Farben Schwarz-Gold-Rot (von unten gelesen) mit goldener Perkussion in Band und weißer Mütze.
Ihr Wahlspruch lautet: Freiheit, Ehre, Vaterland!

## Geschichte

### Gründungszeit
Die Burschenschaft wurde von ausgetretenen Mitgliedern einer gleichnamigen, aber älteren Germania 1827 gegründet. Diese nannte sich zeitweilig Amicitia (lateinisch für Freundschaft). Auf den folgenden Burschentagen (Bamberg/Nürnberg 1827 und Würzburg 1829) wurde sie  trotz Widerspruch der älteren Germania, die sich mittlerweile Arminia nannte, als rechtmäßige Fortsetzung der Erlanger Burschenschaft anerkannt. 1832 wurde die Germania von den Behörden verboten und ihr ein absolut revolutionäres Treiben nachgesagt. Nachdem sich mehrere Mitglieder 1833 am Frankfurter Wachensturm beteiligt hatten, wurde sie streng verfolgt, so dass viele Mitglieder ins Ausland flüchten mussten. Andere kamen in jahrelange Untersuchungshaft, in der vier Germanen starben. Sieben Aktive wurden zum Tode verurteilt. Dieses Urteil wurde jedoch nicht vollstreckt. Einige der nichtinhaftierten Germanen schlossen sich dem Corps Baruthia an; die Germania bestand im Geheimen unter dem Namen Wörnleinianer für einige Jahre fort, sie konnte jedoch erst 1849 wiedergegründet werden.

### Wiedergründung, Süddeutsches Kartell, eigenes Haus
Zwar bestand in Erlangen mit der Burschenschaft Bubenruthia ein Anlaufpunkt für alle burschenschaftlich interessierten Studenten, doch kam es im Laufe der Zeit zu einem immer größer werdenden Gegensatz zwischen arministisch und germanistisch geprägten Burschenschaftern, so dass am 12. Dezember 1849 die 1832 verbotene Germania mit alten Farben, altem Wahlspruch und altem Zirkel wiedergegründet wurde.
Aus einem Freundschaftsverhältnis der Burschenschaft Teutonia Jena mit der Germania Erlangen aus dem Jahre 1854 entstand am 18. Mai 1861 unter Beitritt der Burschenschaften Allemannia Heidelberg, Germania Tübingen und Allemannia auf dem Pflug zu Halle das bis heute bestehende Süddeutsche Kartell (SK). Dieses schloss sich mit seinen Mitgliedsburschenschaften dem Allgemeinen Deputierten-Convent (ADC), der späteren Deutschen Burschenschaft (DB), an.

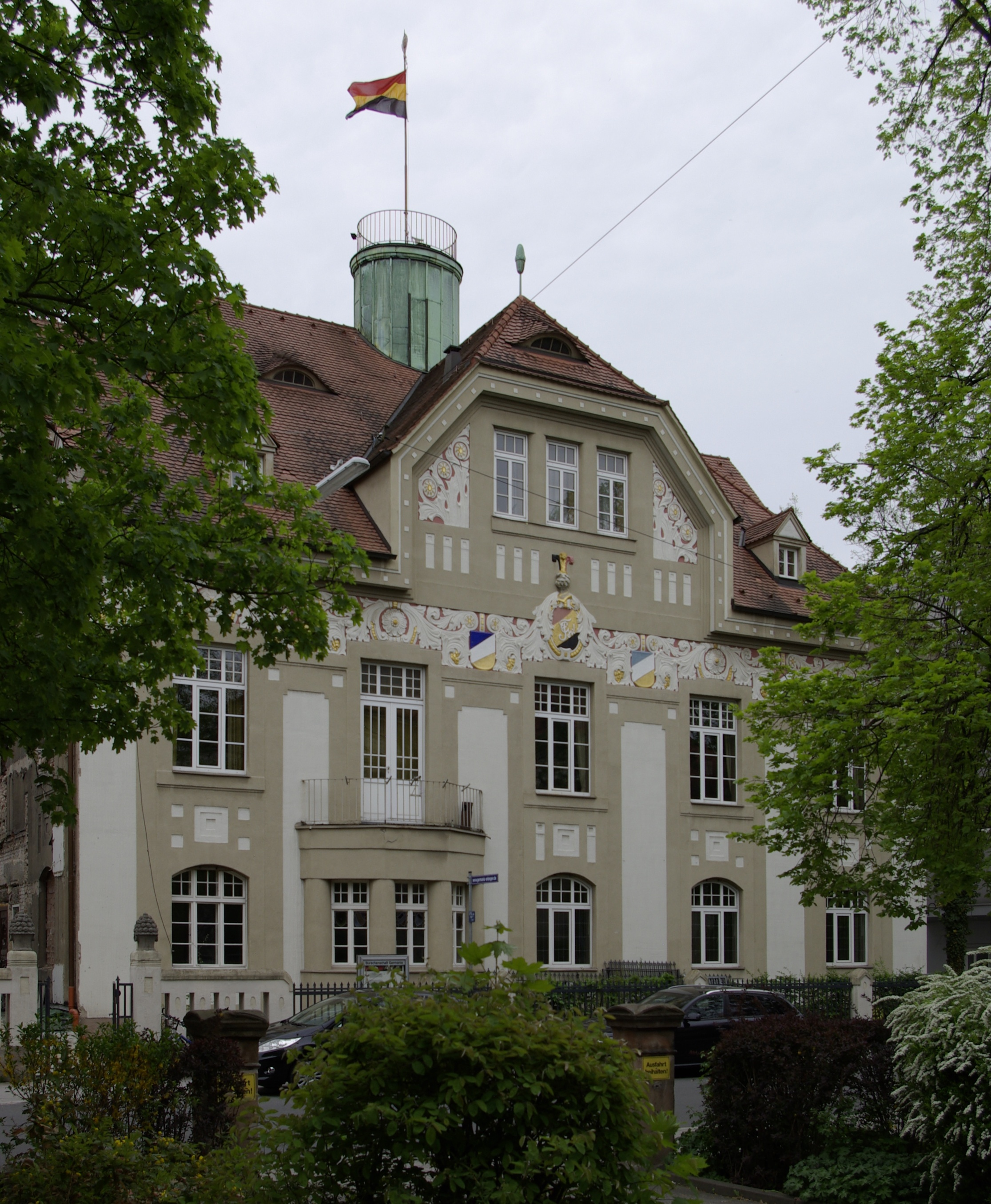
Das Germanenhaus, erbaut 1888, Umbau 1906.

Am 1. August 1888 wurde das Germanenhaus eingeweiht. Es ist das älteste Korporationshaus der Stadt. 1906 wurde das Haus umgebaut und erhielt sein heutiges Äußeres im klassischen Jugendstil. Die Exkneipe war die Gaststätte Brücken-Paulus in Sieglitzhof. Mit der Burschenschaft Arminia Prag (heute in Bochum) wurde 1892 ein Freundschaftsbündnis begründet.

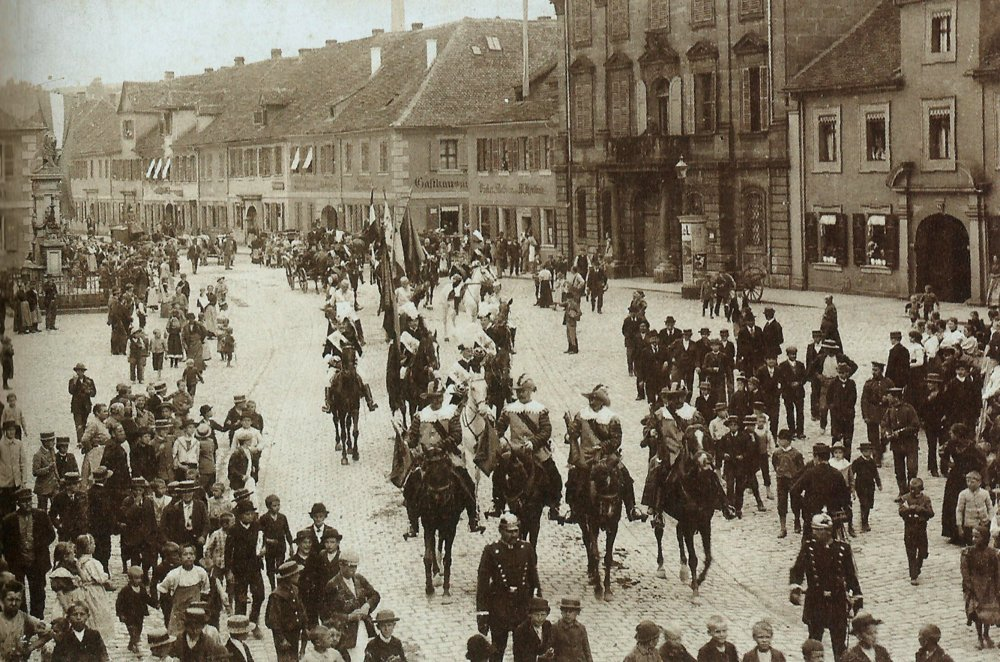
Festzug zum 50. Stiftungsfest (1899) der Burschenschaft Germania Erlangen auf dem Altstädter Marktplatz (heute Martin-Luther-Platz).

Die Germania als Mitglied der Deutschen Burschenschaft (1915)

### Die Zeit der zwei Weltkriege
Im Ersten Weltkrieg wurde das Germanenhaus zum Lazarett für verwundete Soldaten umfunktioniert; 63 Mitglieder starben oder wurden vermisst. Am 14. März 1920 wurde zur Verhinderung eine „Überschwappens der Münchner Räterevolution nach Franken“ ein 1919 (von den Burschenschaften Erlanger Wingolf, Bubenruthia, Germania Erlangen und Uttenruthia) aufgestelltes Studentenbataillon unter Waffen gestellte, nachdem am Vortag in Berlin rechte Putschisten das Regierungsviertel besetzt hatten. 1920 schlossen sich zahlreiche Mitglieder der Germania dem Freikorps Epp an, 1921 dem Freikorps Oberland.
Am 12. November 1934 trat das Süddeutsche Kartell geschlossen aus der Deutschen Burschenschaft aus. Die Germania wurde daraufhin Gründungsmitglied der Alten Burschenschaft. 1935/36 musste sich die Germania auf Druck der Nationalsozialisten auflösen und wurde in die Kameradschaft Wilhelm Gustloff überführt. Im Zweiten Weltkrieg starben 55 Mitglieder, 14 werden vermisst. Das Germanenhaus diente wieder als Lazarett für verwundete Soldaten.

### Nachkriegszeit
Am 18. September 1947 wurde die Burschenschaft Germania als Amicitia wiederbegründet und durch den Erlanger AStA und den Universitätssenat anerkannt. 1950 erfolgte die Rückbenennung zur Germania. Diese schloss sich der wiedergegründeten Deutschen Burschenschaft sowie dem Süddeutschen Kartell an. 1945–1947 diente das Germanenhaus dem US-Militär als Versammlungshaus, danach nutzte die Universität die Räumlichkeiten für Seminare ihrer Juristischen Fakultät. Am 11. Dezember 1954 wurde das Haus wieder für die Burschenschaft freigegeben. Im Geschäftsjahr 1960/61 übernahm Germania den Vorsitz der Deutschen Burschenschaft.
In den 1960er Jahren traten mehrere Germanen aus und gründeten eine Sieglitzhofer Germania, da sie mit der Behandlung des Bundes den Bundesbrüdern gegenüber, die sich am Südtirolkampf beteiligt hatten, unzufrieden waren. Trotz Unterstützung des Wirtes der Germanen-Exkneipe und der Deutschen Burschenschaft konnte diese Verbindung aber keinen dauerhaften Aktivenbetrieb unterhalten. Einige Sieglitzhofer Germanen schlossen sich später der Burschenschaft Teutonia Prag an.
Nachdem die Deutsche Burschenschaft 1971 das pflichtschlagende Prinzip zugunsten der Aufnahme österreichischer Burschenschaften aufgegeben hatte, trat die Germania aus dem Korporationsverband aus und gehört seitdem keinem Verband mehr an. Mit der 1990 gegründeten Burschenschaft Jenensia zu Jena ging sie ein Freundschaftsverhältnis ein.

### Seit 2000
2012 wurde das an die Burschenschaft angegliederte Studentenwohnheim auf 56 Wohneinheiten erweitert.
2023 geriet die Germania in die überregionale Berichterstattung, nachdem auf ihrem Haus eine Pro-Patria-Suite gegen die Turnerschaft Munichia Bayreuth ausgefochten worden war. Zwei Mitglieder der Munichia mussten mit schweren Mensurverletzungen in das Universitätsklinikum Erlangen gebracht werden. Die Polizei nahm daraufhin Ermittlungen wegen des Verdachts der gefährlichen Körperverletzung auf, Anklagen wurden jedoch nicht erhoben.

## Bekannte Mitglieder
- Ernst Aub (1837–1900), Mediziner und Politiker (NLP), Mitglied der Bayerischen Abgeordnetenkammer, Ehrenbürger von Feuchtwangen
- Werner Otto Bachmann (1890–1953), Mediziner, Hochschullehrer an den Universitäten Königsberg und Kiel
- Horst Baier (1933–2017), Ordinarius für Soziologie an der Universität Konstanz (ausgetreten)
- Albert von Beckh (1870–1958), Generalmajor, SS-Gruppenführer
- Friedrich Beckh (1843–1927), Agrarier und konservativer Politiker
- Hermann Beckh (1832–1908), Jurist und Mitglied des Deutschen Reichstags
- Rudolph Beckh (1860–1919), Münchner Polizeipräsident
- Wilhelm Beckh (1836–1921), Mediziner und Schriftsteller
- Otto Beyer (1869–1929), Jurist und Politiker (DVP), Abgeordneter im Bayerischen Landtag
- Sigmund Hieronymus Castner (1835–1919), Bürgermeister von Roth bei Nürnberg, Bezirksamtmann im Bezirksamt Neustadt an der Waldnaab
- Friedrich August Crämer (1812–1891), deutsch-amerikanischer Missionar und Stadtgründer
- Ernst Georg Deuerlein (1893–1978), Landeshistoriker Frankens
- Albert Döderlein (1860–1941), Gynäkologe
- Erik Dreesen (1971–2013), Bodybuilder und Kraftsportler
- Conrad Ludwig Diehl (1810–1853), Revolutionär des Pfälzischen Aufstands 1849
- Christian von Frisch (1807–1881), Pädagoge, Gelehrter und Politiker
- Max Fritzsche († nach 1934), Rechtsanwalt, Notar und Bürgermeister von Windhuk in Deutsch-Südwestafrika
- Michael Fuchs (1949–2022), Politiker (CDU), MdB
- Hans Gänßbauer (1888–1973), Stadtobermedizinaldirektor in Nürnberg
- Christian Wilhelm von Glück (1810–1866), Bibliothekar und Historiker
- Ludwig Götting (1854–1920), Jurist und Mitglied des Deutschen Reichstags
- Ernst Graser (1860–1929), Mediziner
- Karl Hagen (1810–1868), Historiker und Politiker, Abgeordneter der Frankfurter Nationalversammlung
- Wilhelm Hagen (1893–1982), Mediziner
- Karl Hammerschmidt (1862–1932), Politiker, Mitglied und Zweiter Vizepräsident der Bayerischen Abgeordnetenkammer
- Klaus Hartmann (1935–1995), Jurist und Politiker (CSU), MdB
- Karl Häupler (1906–1945), Landrat im Landkreis Mühldorf am Inn, Oberbürgermeister der Stadt Fürth
- Gustav Hauser (1856–1935), Pathologe und Bakteriologe
- Heinrich Heinkelmann (1807–1866), Bamberger Arzt und politischer Aktivist
- Ferdinand Gottfried von Herder (1828–1896), Professor der Botanik
- Heinrich Jolas (1866–1949), Verwaltungsjurist, bayrischer Staatskommissar für die Pfalz
- Karl-Ludwig Kelber (1932–2018), Journalist und Bundesvorsitzender des Allgemeinen Deutschen Fahrrad-Clubs
- Friedrich Alexander Keyl (1809–1878), Mitglied der Bayerischen Abgeordnetenkammer
- Helmut Klages (* 1930), Soziologe, Verwaltungswissenschaftler und Hochschullehrer
- Friedrich Knoke (1844–1928), Altphilologe, Heimatforscher, Direktor des Osnabrücker Ratsgymnasiums
- Robert Knopf (1862–nach 1925), lutherischer Geistlicher und Publizist, Superintendent und Schulinspektor in Holzminden
- Georg Friedrich Koch (1808–1874), Botaniker und Arzt
- Rudolf Kohler (1869–nach 1934), Regierungsdirektor
- Hermann Kraus (1888–1941), Bezirksoberamtmann bzw. Landrat des Bezirksamtes Ochsenfurt
- Christian Mehlis (1850–1933), pfälzischer Historiker
- August Menzel (1810–1878), deutsch-Schweizer Zoologe und Bienenzüchter
- Friedrich Hermann Moré (1812–1880), deutscher Revolutionär und Bahnbeamter
- David Morgenstern (1814–1882), bayerischer Landtagsabgeordneter und Fabrikant
- Nikolaus Müller (1857–1912), Theologe und Kirchenhistoriker
- Ludwig Münchmeyer (1885–1947), evangelischer Pastor und Reichsredner der NSDAP, Mitglied des Reichstags 1930–1945
- Paul Mulzer (1880–1947), Dermatologe und Professor an der Universität Hamburg
- Otto Muther (1832–1881), Coburger Landtagsabgeordneter
- Georg Michael Nahm (1803–1834), deutscher Revolutionär
- Konrad Oebbeke (1853–1932), Mineraloge und Geologe, Professor an der Universität Erlangen und der TU München
- Heinrich August Papellier (1834–1894),  Bürgermeister von Erlangen, Jurist und Mitglied des Deutschen Reichstags
- Hermann Roesler (1834–1894), Nationalökonom
- Gustav Rohmer (1868–1946), Regierungspräsident von Mittelfranken und Oberfranken
- Gustav Rubner (1810–1882), Arzt und Politiker, Mitglied der Bayerischen Abgeordnetenkammer
- Friedrich Scharff (1845–1918), Jurist und Politiker, Bürgermeister von Erlangen
- Christian Schneider (1887–1972), Chemiker und Unternehmer
- Eugen Schneider (1822–1880), Verwaltungsjurist und Politiker,  Bürgermeister von Bamberg, Mitglied der Kammer der Abgeordneten (Bayern) und des Zollparlaments (Ehrenbursch)
- Werner Schotte (1835–1910), Landrat in Beckum und Schleusingen
- Lorenz Schreiner (1920–2008), Mediziner und Hochschullehrer
- Philipp Schubach (1858–nach 1924), Jurist und Bezirksamtmann
- Karl von Schwartz (1847–1923), lutherischer Theologe
- Karl Steinbauer (1906–1988), evangelisch-lutherischer Theologe und Mitglied der Bekennenden Kirche
- Alfred Stooß (1853–1927), Senator der Hansestadt Lübeck
- Nikolaus Titus (1808–1874), Bamberger Anwalt und Politiker, Abgeordneter der Frankfurter Nationalversammlung
- Philipp Umbscheiden (1816–1870), Jurist und Politiker, Abgeordneter der Frankfurter Nationalversammlung
- Theodor Vaillant (1845–1913), Geheimer Justizrat
- Georg Heinrich Vogt (1809–1889), Theologe und Abgeordneter des Bayerischen Landtags
- Gustav Richard Wagner (1809–1881), Jurist und Politiker (NLP), MdR
- Adam Wenglein (1833–1915), Bürgermeister von Lichtenfels, Mitglied der Bayerischen Kammer der Abgeordneten
- Hermann Wintz (1887–1947), Gynäkologe, Geburtshelfer, Röntgenologe und Hochschullehrer
- Ernst Wüst (1875–1959), Klassischer Philologe
- Erhard Ziegler (1886–1946), Reichsgerichtsrat
- Matthes Ziegler (1911–1992), Theologe und Parteifunktionär (NSDAP)

Mitgliederverzeichnis:
- Willy Nolte (Hrsg.): Burschenschafter-Stammrolle. Verzeichnis der Mitglieder der Deutschen Burschenschaft nach dem Stande vom Sommer-Semester 1934. Berlin 1934. S. 1026–1027.